# Solo poligonal

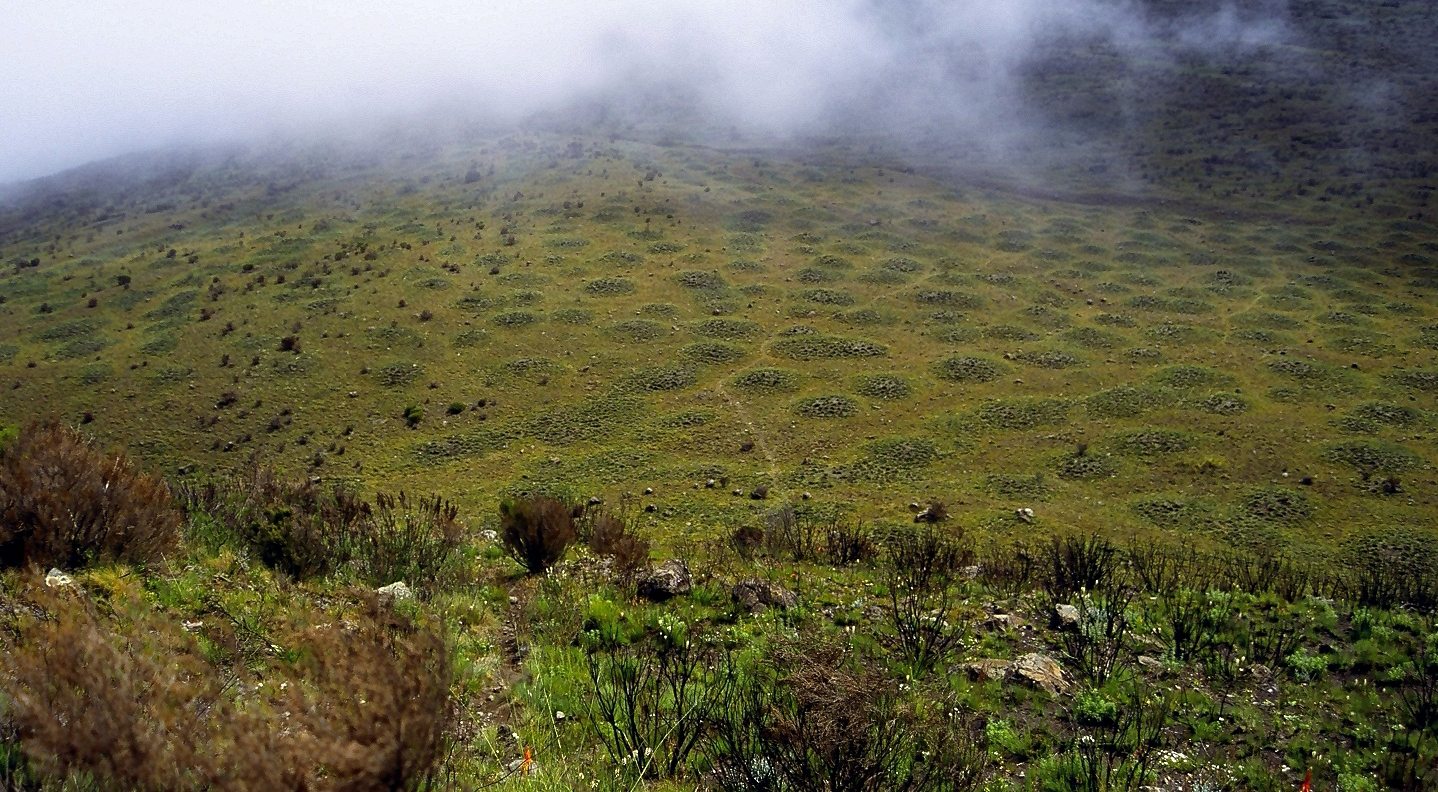
Solo poligonal na base da colina Mugi, Monte Quênia, causado pelo criosolevamento.

Solo poligonal é um termo utilizado para descrever as formas geométricas distintas, frequentemente simétricas formadas pelo material da superfície do solo em regiões periglaciais. Os solos poligonais são encontrados tipicamente nas regiões remotas do Ártico, Antártida, e interior da Austrália, mas eles também são encontrados em qualquer lugar onde o congelamento e o degelo do solo se alternam, as formas geométricas e padrões associados ao solo poligonal são muitas vezes confundidas com criações artísticas do homem. A natureza dos solos poligonais tem intrigado os cientistas por séculos. A introdução dos modelos geológicos computacionais nos últimos vinte anos permitiu aos cientistas relacionar a formação desses solos ao fenômeno do criosolevamento, que se refere à expansão que ocorre quando o solo poroso constituído de grãos finos se congela.

## Tipos de solo poligonal

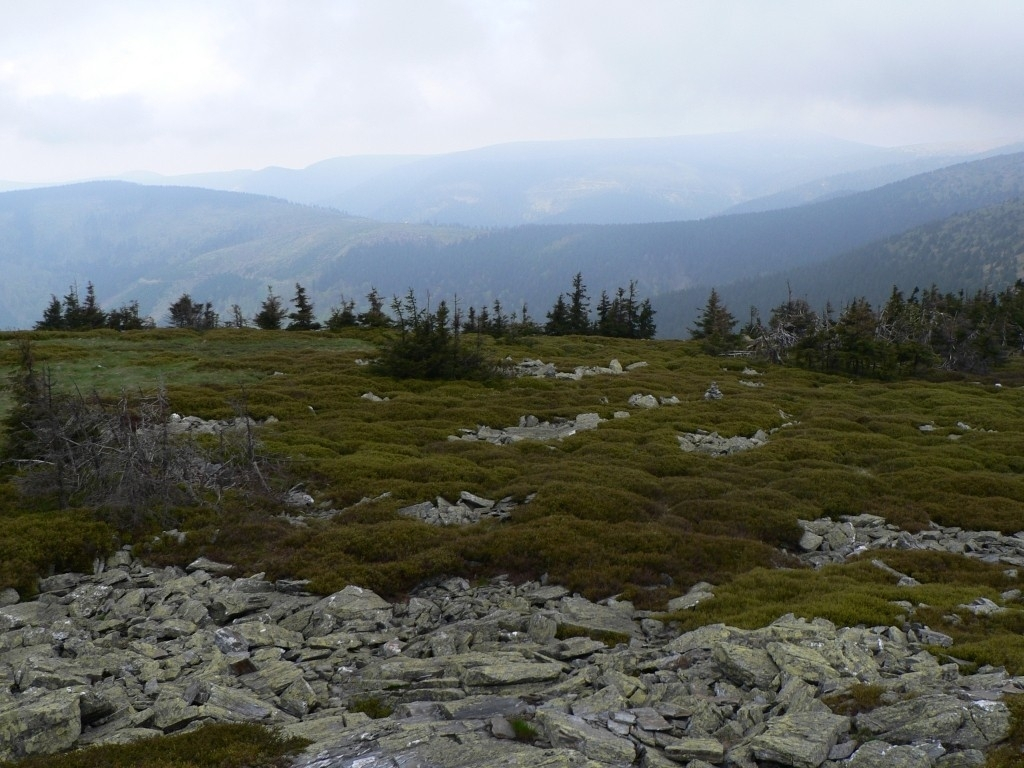
Polígonos na Montanha Bridlicna, Hruby Jesenik Mts, República Checa.

Solos poligonais podem se apresentar em várias configurações. Tipicamente, o tipo de solo poligonal em uma determinada área está relacionado à quantidade de pedras grandes no solo e a frequência dos ciclos de congelamento e degelo.

### Polígonos

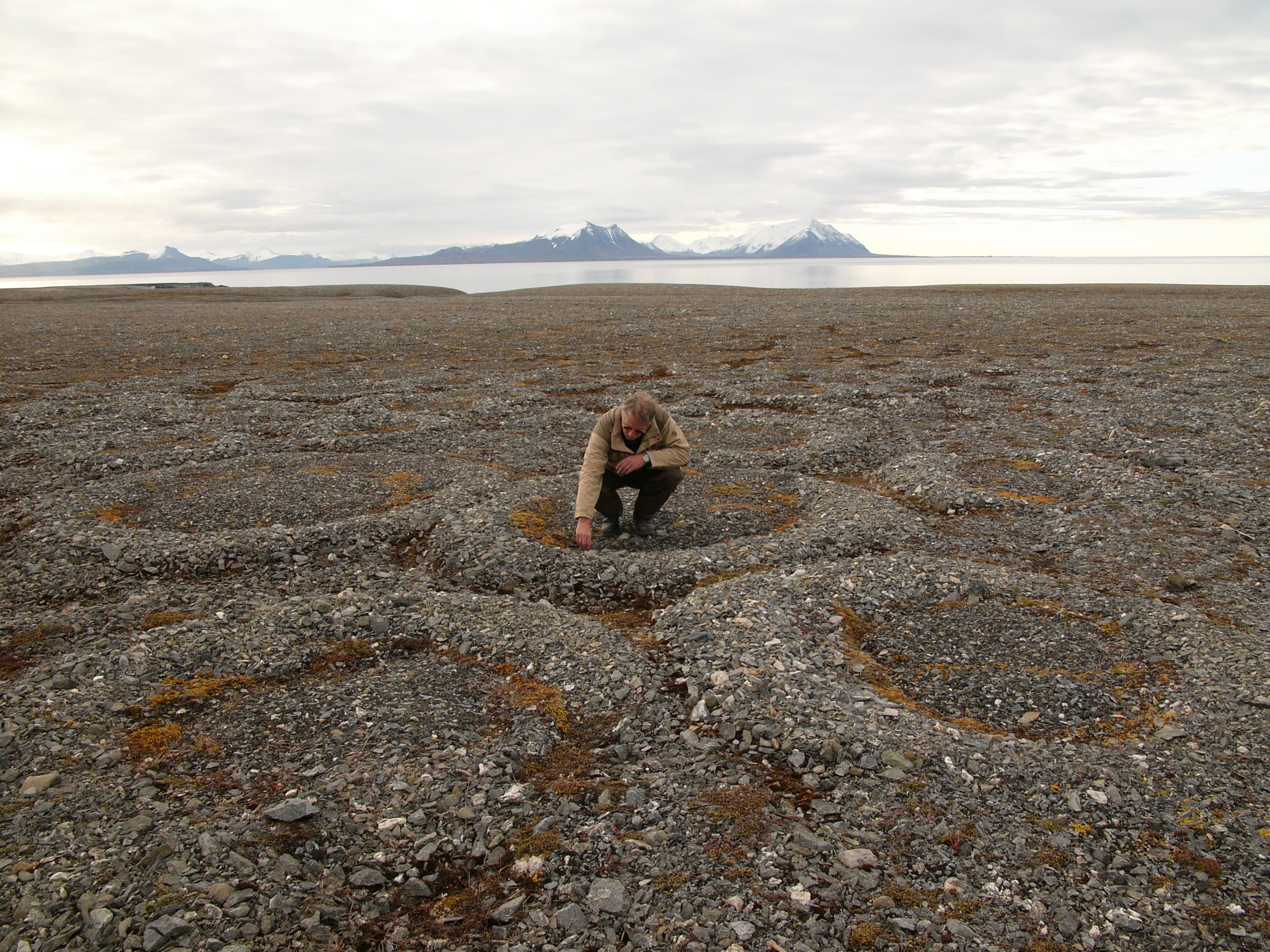
Lithalsas parcialmente degeladas e colapsadas (montículos solevados no permafrost) deixam para trás um anel de pedra, no Arguiépago de Svalbard.

Polígonos podem se formar em regiões de permafrost ou em áreas afetadas pela geada. As rochas que compõem esses anéis de pedra elevados geralmente diminuem em tamanho na medida em que aumenta a profundidade. As extensões setentrionais das Florestas Boreais do Canadá, quando os pauls alcançam um clímax eutrópico e criam um matagal de ciperáceas, lárices americanas e piceas negras são frequentemente as plantas pioneiras nesse máximo de expansão das ciperáceas nos polígonos.

### Círculos
Círculos variam em tamanho, medindo de poucos centímetros a vários metros de diâmetro. Os círculos podem consistir em materiais alternados ou não-alternados, e geralmente ocorrem com sedimentos finos no centro circundados por um círculo de pedras maiores. Círculos não-alternados são similares, mas ao invés de apresentar um círculos de pedras maiores, eles são rodeados por uma margem circular de vegetação.

### Degraus
Degraus podem ser derivados de círculos ou polígonos. Essa forma de solo poligonal geralmente se apresenta como uma formação em terraço com uma borda de pedras maiores ou vegetação nos barraccos das extremidades, e podem ser constituídos de material alternado ou não-alternado.

### Faixas
Faixas podem ser alinhamentos de pedras, vegetação, e/ou solo que geralmente se originam de degraus nas inclinações em ângulos entre 2° e 7°. As faixas podem consistir em materiais alternados ou não-alternados. As faixas alternadas são linhas de pedras maiores separadas por áreas de pedras menores, sedimento fino, ou vegetação. Faixas não-alternadas consistem tipicamente em linhas de vegetação ou solo separadas pelo chão exposto.

## Formação do solo poligonal
Quando a água se congela, ocorre uma expansão de aproximadamente 10%, gerando aumento de volume. A expansão da água é forte o bastante para transformar pequenas rachaduras em autoestradas em buracos e partir enormes matacões ao longo das fraturas nas rochas, em um processo conhecido como ice wedging. Sabe-se que as pressões associadas ao ice wedging podem alcançar quase 30,000 lbf/in² (200 MPa), uma pressão próxima àquela necessária para partir o granito.
Em áreas periglaciais e áreas afetadas pela geada branca sazonal, o repetido ciclo de congelamento e degelo do lençol de água empurra as pedras maiores em direção à superfície, enquanto as pedras menores se depositam abaixo das pedras maiores. Na superfície, áreas ricas em pedras maiores são muito menos (h)úmidas que áreas muito porosas, compostas de sedimentos em grãos finos. Essas áreas saturadas em água compostas por sedimentos menores possuem uma capacidade muito maior de se expandir e se contrair na medida em que o congelamento e o degelo ocorrem, levando a forças laterais que acabam por empilhar as pedras maiores em aglomerados e faixas. No decorrer do tempo, os ciclos repetidos de congelamento de degelo suavizam as irregularidades e as pilhas desordenadas, formando padrões de polígonos, círculos, e faixas típicos do solo poligonal.
O gelo também contribui para ordenar os sedimentos no solo. Uma vez que o manto tenha sido meteorizado, partículas mais finas tendem a migrar para longe da frente de congelamento, e as partículas maiores migram através da força da gravidade.
O solo poligonal se forma principalmente no estrato ativo do permafrost. A água percolando através do solo gera blocos subterrâneos. Quando a água se congela, os blocos são empurrados rumo à superfície. Quando o solo se descongela, os blocos não retrocedem para seus lugares originais pois partículas mais finas preenchem o vazio deixado para trás. O processo continua até que os blocos estejam completente desenterrados.